# Estación de Nizhni Nóvgorod-Moskovski
La Estación de Nizhni Nóvgorod (en ruso: Вокзал Нижний Новгород, Vokzal Nizhni Novgorod), conocida popularmente como Nizhni Nóvgorod-Moskovski o Moskovski-Gorki, es la principal estación de ferrocarril de Nizhni Nóvgorod, Rusia. En la estación discurren líneas ferroviarias que conecta a Nizhni Nóvgorod con las principales ciudades rusas, así como destinos internacionales a Pekín y Ulán Bator. 

## Historia

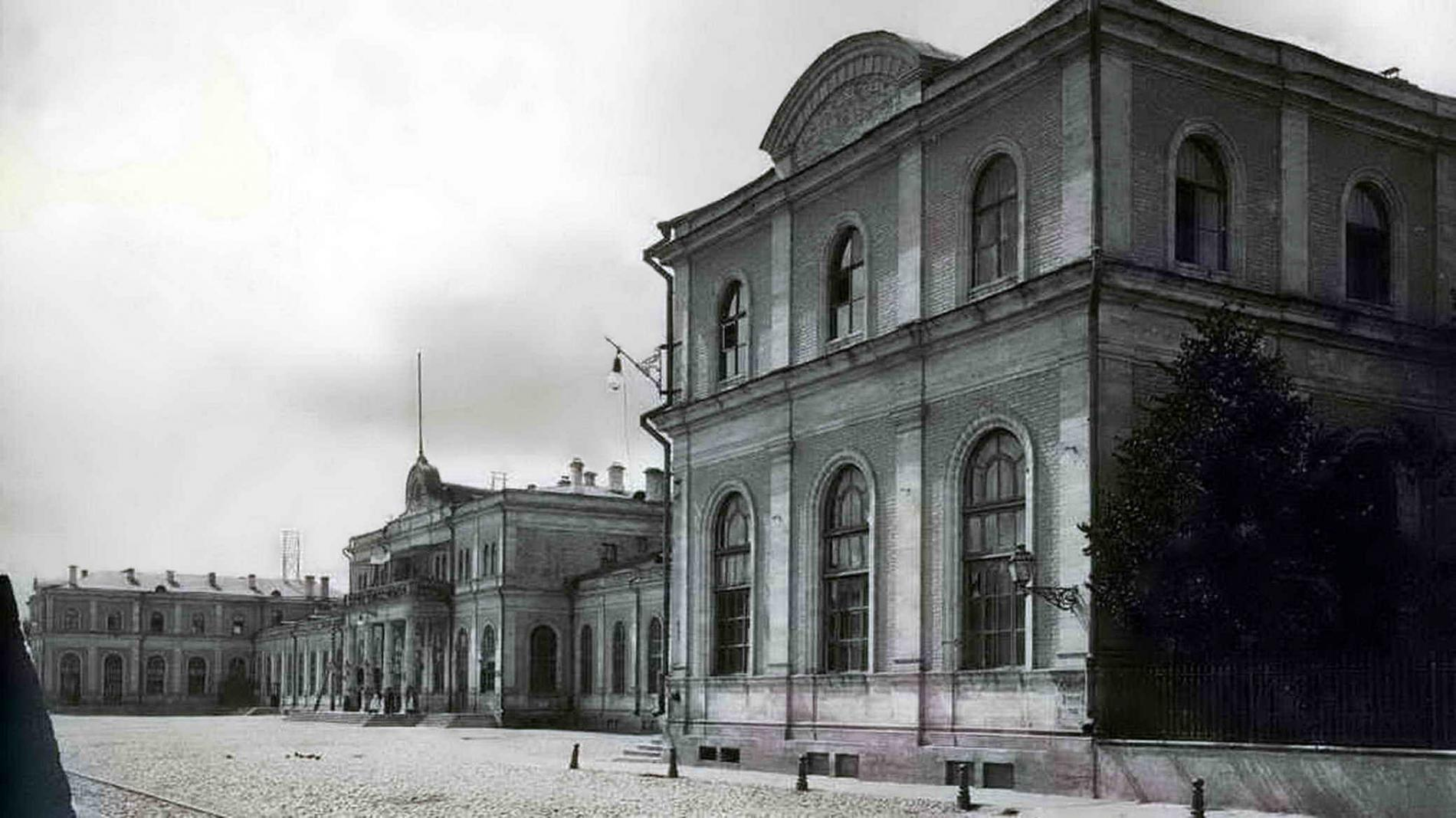
Imagen de la estación de Nizhni Nóvgorod antes de la Revolución rusa.

El edificio de la estación fue inaugurado en 1862, pero ha revisado varias veces. A partir de 2002 se llevó a cabo una importante modernización de la estación, se instalaron equipos terminales para la comprobación automática de billetes y la construcción de marquesinas sobre las plataformas.
El 30 de marzo de 2010 la estación de Moskovskiy-Gorki fue rebautizada Nizhniy Novgorod-Moskovskiy. El 1 de julio del mismo año el nombre de la estación cambió y se simplificó a Estación de Nizhni Nóvgorod por orden del presidente de Ferrocarriles Rusos, Vladimir Yakunin. El nombre de la estación se modificó nuevamente en abril de 2014 a Nizhniy Novgorod-Moskovskiy.
Desde el 24 de junio de 2013, se lanzó la primera línea del cercanías desde la estación de tren hasta el distrito de Sormovski (el estación Pochinki). Más tarde se lanzó la segunda línea, que conectaba a los distritos de Kanavinski, Leninski, Avtozavodski y Priokski entre sí. También conecta el área metropolitana con los suburbios. Pero la segunda línea funciona solo en el verano.
Existen planes para reconstruir completamente la estación de Nizhny Novgorod, desarrollados por el instituto Nizhegorodzheldorproekt entre 2015 y 2018.